# TP d'Or 1988
Els premis TP d'Or 1988 foren entregats el 16 de març de 1989. L'acte va tenir lloc a l'hotel Scala Melià Castilla de Madrid i fou presentat per Carlos Herrera Crusset i Bibiana Fernández.
| Categoria                       | Programa             | Persona            | Resultat   |
| ------------------------------- | -------------------- | ------------------ | ---------- |
| Actor                           | Gatos en el tejado   | José Sacristán     | Guanyador  |
| Actriu                          | Gatos en el tejado   | Emma Cohen         | Guanyadora |
| Presentador                     | El precio justo      | Joaquín Prat       | Guanyador  |
| Presentadora                    | 3x4                  | Julia Otero        | Guanyadora |
| Sèrie Nacional                  | Gatos en el tejado   | Gatos en el tejado | Guanyadora |
| Serie Estrangera                | The Golden Girls     | The Golden Girls   | Guanyadora |
| Informatiu diari i d'actualitat | En familia           | En familia         | Guanyador  |
| Musical                         | Rockopop             | Rockopop           | Guanyador  |
| Entreteniment                   | Tariro, Tariro       | Tariro, Tariro     | Guanyador  |
| Programa infantil               | Cajón Desastre       | Cajón Desastre     | Guanyador  |
| Actor català                    | De professió: A.P.I. | Cassen             | Guanyador  |
| Actriu catalana                 | El dret d'escollir   | Carme Elías        | Guanyadora |
| Presentador català              | Filiprim             | Josep Maria Bachs  | Guanyador  |
| Presentadora catalana           | Mag Magazine         | Mari Pau Huguet    | Guanyadora |
| Programa d'entreteniment català | Tres pics i repicó   | Tres pics i repicó | Guanyador  |